# أسيران
أسيران هي قرية في مقاطعة خدا أفرين، إيران. عدد سكان هذه القرية هو 42 في سنة 2006.